# Schoenus calcatus
Schoenus calcatus är en halvgräsart som beskrevs av Karen Louise Wilson. Schoenus calcatus ingår i släktet axagssläktet, och familjen halvgräs. Inga underarter finns listade i Catalogue of Life.